# 広島県道25号三原東城線
広島県道25号三原東城線（ひろしまけんどう25ごうみはらとうじょうせん）は、広島県三原市港町から庄原市東城町川西を結ぶ県道（主要地方道）である。

## 概要

### 路線データ
- 起点：広島県三原市港町1丁目、東城分かれ交差点（国道185号交点）
- 終点：広島県庄原市東城町川西、友末交差点（国道182号・国道314号交点）
- 総延長：約62.1 km（国道184号・国道432号・国道486号の重用区間を含まず）
- 最高地点：府中市上下町小塚 - 神石郡神石高原町田頭間（高度約550 m）

## 歴史
- 1993年（平成5年）5月11日 - 建設省から、県道三原東城線が三原東城線として主要地方道に指定される[1]。

## 路線状況

### 重複区間
- 国道486号（三原市八幡町垣内 地内）
- 国道184号（世羅郡世羅町本郷・三原分かれ交差点 - 世羅郡世羅町西上原・甲山橋西交差点）
- 国道432号（世羅郡世羅町西上原・甲山バイパス東口交差点 - 府中市上下町上下・上下交差点）
- 広島県道56号府中世羅三和線（世羅郡世羅町伊尾）
- 広島県道27号吉舎油木線（府中市上下町上下・上下交差点 - 府中市上下町二森）
- 広島県道26号新市七曲西城線（神石郡神石高原町田頭 - 神石郡神石高原町福永・呉ヶ峠交差点）
- 広島県道414号高光総領線（神石郡神石高原町福永 - 神石郡神石高原町高光）

### 道の駅
- 世羅（世羅郡世羅町川尻）

## 地理

### 通過する自治体
- 三原市
- 世羅郡世羅町
- 府中市
- 神石郡神石高原町
- 庄原市

### 交差する道路
| 交差する道路                                               | 市町村名 | 市町村名   | 交差する場所         | 交差する場所                         |
| ---------------------------------------------------------- | -------- | ---------- | -------------------- | ------------------------------------ |
| 国道185号                                                  | 三原市   | 三原市     | 港町1丁目            | 東城分かれ交差点 / 起点              |
| 広島県道155号三原本郷線                                    | 三原市   | 三原市     | 西町1丁目            | 甲山通り交差点                       |
| 国道2号 / 三原バイパス                                     | 三原市   | 三原市     | 八坂町               | 恵下谷ランプ                         |
| E2 山陽自動車道 国道486号 重複区間起点                     | 三原市   | 三原市     | 八幡町垣内（かいち） | 三原インター入口交差点 24 三原久井IC |
| 国道486号 重複区間終点                                     | 三原市   | 三原市     | 八幡町垣内           |                                      |
| 広島県道374号羽和泉室町線                                  | 三原市   | 三原市     | 久井町坂井原         |                                      |
| 広島県道345号上徳良久井線                                  | 三原市   | 三原市     | 久井町下津           | 久井町下津交差点                     |
| 広島県道156号御調久井線                                    | 三原市   | 三原市     | 久井町江木           |                                      |
| 広島県道154号大和久井線                                    | 三原市   | 三原市     | 久井町江木           |                                      |
| 広島県道408号中安田田打線                                  | 世羅郡   | 世羅町     | 田打（とうち）       |                                      |
| 国道184号 重複区間起点                                     | 世羅郡   | 世羅町     | 本郷                 | 三原分かれ交差点                     |
| 国道184号 重複区間終点                                     | 世羅郡   | 世羅町     | 西上原               | 甲山橋西交差点                       |
| 国道432号 重複区間起点                                     | 世羅郡   | 世羅町     | 西上原               | 甲山バイパス東口交差点               |
| 広島県道51号甲山甲奴上市線                                 | 世羅郡   | 世羅町     | 西上原               |                                      |
| E54 尾道自動車道                                           | 世羅郡   | 世羅町     | 川尻                 | 世羅インター入口交差点 2 世羅IC      |
| 広島県道405号東上原中原線                                  | 世羅郡   | 世羅町     | 東上原               | 小草交差点                           |
| 世羅広域農道 / 世羅高原ふれあいロード                      | 世羅郡   | 世羅町     | 伊尾                 | 上伊尾交差点                         |
| 広島県道56号府中世羅三和線 重複区間起点                    | 世羅郡   | 世羅町     | 伊尾                 |                                      |
| 広島県道56号府中世羅三和線 重複区間終点                    | 世羅郡   | 世羅町     | 伊尾                 | 伊尾交差点                           |
| 広島県道421号矢多田阿字線 広島県道427号宇賀矢野線          | 府中市   | 府中市     | 上下町矢多田         |                                      |
| 広島県道24号府中上下線                                     | 府中市   | 府中市     | 上下町井永           | 矢多田交差点                         |
| 国道432号 重複区間終点 広島県道27号吉舎油木線 重複区間起点 | 府中市   | 府中市     | 上下町上下           | 上下交差点                           |
| 広島県道27号吉舎油木線 重複区間終点                        | 府中市   | 府中市     | 上下町二森           |                                      |
| 広島県道26号新市七曲西城線 重複区間起点                    | 神石郡   | 神石高原町 | 田頭（たんどう）     |                                      |
| 広島県道412号牧油木線                                      | 神石郡   | 神石高原町 | 牧                   |                                      |
| 広島県道423号原谷神石線                                    | 神石郡   | 神石高原町 | 福永                 |                                      |
| 広島県道414号高光総領線 重複区間起点                       | 神石郡   | 神石高原町 | 福永                 |                                      |
| 広島県道26号新市七曲西城線 重複区間終点                    | 神石郡   | 神石高原町 | 福永                 | 呉ヶ峠（くれがたお）交差点           |
| 広島県道414号高光総領線 重複区間終点                       | 神石郡   | 神石高原町 | 高光                 |                                      |
| 広島県道415号草木高光線                                    | 神石郡   | 神石高原町 | 高光                 |                                      |
| 広島県道452号帝釈未渡相渡線                                | 神石郡   | 神石高原町 | 相渡（あいど）       |                                      |
| 広島県道259号帝釈峡井関線                                  | 神石郡   | 神石高原町 | 永野                 |                                      |
| 広島県道451号三坂手入線                                    | 庄原市   | 庄原市     | 東城町三坂           |                                      |
| 国道182号 国道314号                                        | 庄原市   | 庄原市     | 東城町川西           | 友末交差点 / 終点                    |

### 沿線にある施設など

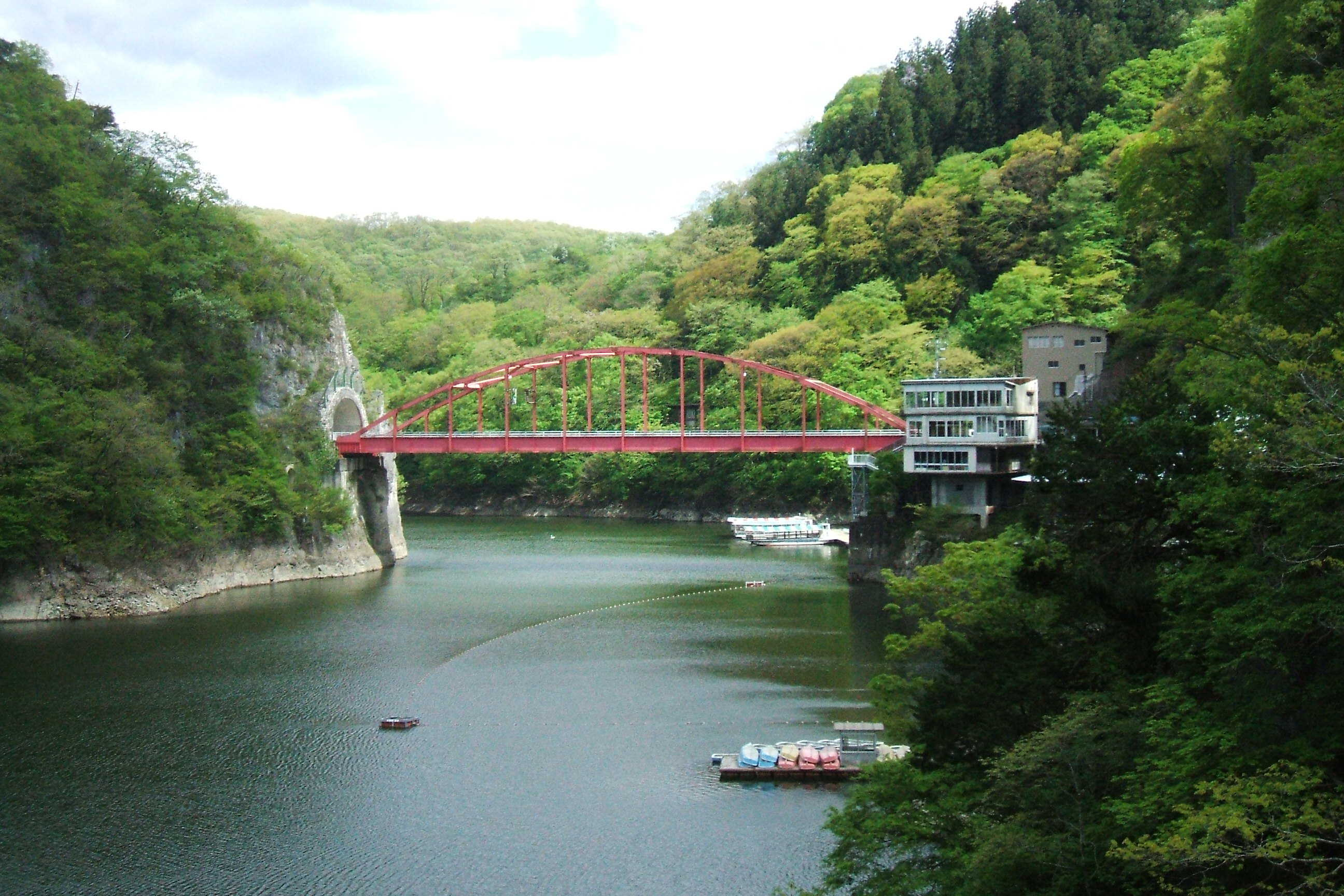
帝釈峡を跨ぐ25号線「紅葉橋」

- 帝釈峡
- 恵下谷